# Liga BVIFA 2018
La Liga BVIFA 2018 fue la edición número 9 del Campeonato de fútbol de las Islas Vírgenes Británicas.
La temporada comenzó el 18 de febrero y terminó el 18 de agosto de 2018.

## Clasificación
| Pos. | Equipo              | PJ | PG | PE | PP | GF | GC | DG  | Pts. |                                                              |
| ---- | ------------------- | -- | -- | -- | -- | -- | -- | --- | ---- | ------------------------------------------------------------ |
| 1    | One Love United FC  | 15 | 13 | 1  | 1  | 48 | 19 | +29 | 40   | Campeón y clasificado al CONCACAF Caribbean Club Shield 2020 |
| 2    | Sugar Boys          | 16 | 11 | 1  | 4  | 51 | 19 | +32 | 34   |                                                              |
| 3    | Islanders FC        | 15 | 10 | 2  | 3  | 34 | 10 | +24 | 32   |                                                              |
| 4    | Wolues FC           | 16 | 8  | 1  | 7  | 46 | 30 | +16 | 25   |                                                              |
| 5    | Panthers FC         | 16 | 7  | 2  | 7  | 37 | 23 | +14 | 23   |                                                              |
| 6    | Rebels FC           | 16 | 6  | 1  | 9  | 22 | 36 | −14 | 19   |                                                              |
| 7    | Old Madrid FC       | 16 | 5  | 3  | 8  | 29 | 36 | −7  | 18   |                                                              |
| 8    | Virgin Gorda United | 16 | 2  | 2  | 12 | 14 | 41 | −27 | 8    |                                                              |
| 9    | FC Sea Argo         | 16 | 2  | 1  | 13 | 18 | 85 | −67 | 7    |                                                              |